# The Merry Old Soul
The Merry Old Soul ist ein US-amerikanischer animierter Kurzfilm von Walter Lantz aus dem Jahr 1933.

## Handlung
Oswald der lustige Hase sitzt beim Zahnarzt. Ein Zahn schmerzt und ist so stark beschädigt, dass er gezogen werden muss. Mehrere Versuche sind bereits fehlgeschlagen und der Zahnarzt setzt zum nächsten Ziehversuch an, als plötzlich das Radio eine Eilmeldung bringt: „Old King Cole“ habe den Blues, Hilfe sei nötig. Oswald macht sich sofort auf den Weg und versammelt die bekanntesten Entertainer Amerikas im Schloss des Königs: Charlie Chaplin kommt, ebenso wie die Marx Brothers, Harold Lloyd und Dick und Doof.
Zuvor hatte bereits der Spaßmacher des Königs ihn aufzuheitern versucht. Was ihm nicht gelang, schaffen die Neuankömmlinge spielend. Sie singen unter anderem Mother-Goose-Reime, die den König erheitern. Unter Dick und Doof beginnt schließlich eine Tortenschlacht, die am Ende jeden betrifft.
Der Spaßmacher des Königs ist auf Oswald eifersüchtig und entführt ihn in die Folterkammer des Schlosses. Hier fesselt er ihn an einen Stuhl und will ihn mit einer Schlinge strangulieren. Die Szene blendet in die Wirklichkeit über: Statt in einem Folterkeller sitzt Oswald immer noch beim Zahnarzt, statt einer Schlinge kämpft Oswald mit dem Arzt und der mit dem Zahn, der sich nicht ziehen lassen will. Erst mit größter Mühe kann der Zahn entfernt werden, der am Ende seiner Wurzeln Schuhe trägt – während Oswald mit einem Mal barfuß im Zahnarztstuhl sitzt. Oswald reagiert verdutzt.

## Produktion
The Merry Old Soul wurde am 27. November 1933 im Rahmen der Trickfilmserie Oswald der lustige Hase durch Universal Pictures veröffentlicht.
Der Film zeigt und karikiert zahlreiche Entertainer und Schauspieler seiner Zeit:
| - Roscoe Ates - Joe E. Brown - Charlie Chaplin - Jimmy Durante - W. C. Fields - Greta Garbo - Oliver Hardy - Al Jolson - Buster Keaton | - Stan Laurel - Harold Lloyd - marx Brothers - Edna May Oliver - Zasu Pitts - Will Rogers - Mae West - Paul Whiteman - Ed Wynn |

In einer kurzen Szene ist zudem Laverne Hardings (1905–1984) Comicfigur Cynical Susie zu sehen.

## Auszeichnungen
The Merry Old Soul wurde 1934 für einen Oscar in der Kategorie „Bester animierter Kurzfilm“ nominiert, konnte sich jedoch nicht gegen Die drei kleinen Schweinchen durchsetzen. Es war der erste Film Walter Lantz’, der für einen Oscar nominiert wurde.